# Ampelocissus korthalsii
Ampelocissus korthalsii är en vinväxtart som beskrevs av Jules Émile Planchon. Ampelocissus korthalsii ingår i släktet Ampelocissus och familjen vinväxter. Inga underarter finns listade i Catalogue of Life.